# Agriculture industrielle
 (août 2020).
Si vous disposez d'ouvrages ou d'articles de référence ou si vous connaissez des sites web de qualité traitant du thème abordé ici, merci de compléter l'article en donnant les références utiles à sa vérifiabilité et en les liant à la section « Notes et références ».
L'agriculture industrielle est une expression qualifiant un type d'agriculture moderne qui se caractérise par son intégration verticale ainsi qu'un chiffre d'affaires et une masse salariale plus semblables aux entreprises du secteur secondaire qu'aux exploitations agricoles à structure familiale. Elle est souvent confondue avec l'agriculture intensive (ou conventionnelle) qui décrit un ensemble de pratiques culturales et non une structure d'exploitation. Les exploitations industrielles servent avant tout à sécuriser, maîtriser et maximiser l'approvisionnement en matière première végétale d'une industrie de transformation spécifique (sucre, éthanol, viande, etc.).
Dans certaines régions du monde, on retrouve des exploitations industrielles sous forme de grandes exploitations possédées directement par l'industrie utilisatrice de la matière première végétale qui a profité de défrichement et de déboisement pour obtenir de grandes surfaces exploitables.

## Histoire
Cette agriculture née en Europe avec la révolution industrielle se présente le plus souvent sous la forme de contrats de production entre une entité industrielle donnée et un agriculteur, fixant un cahier des charges plus ou moins précis de production concernant un engagement de volume, prix, durée, qualité et itinéraire technique définit (conventionnel, raisonné, biologique, etc.). Il peut engager tout ou partie de la surface cultivable d'un agriculteur. On retrouve ces structures dans les grands bassins agroalimentaires européens tels que le nord de la France, le Benelux et le nord-est de l'Allemagne.